# Thomas Macho
Thomas Macho (* 2. Juli 1952 in Wien) ist ein österreichischer Kulturwissenschaftler und  Philosoph. Macho ist Direktor des Internationalen Forschungszentrums Kulturwissenschaften in Wien. Seine Forschungsschwerpunkte sind u. a. die Geschichte der Zeitrechnung und Chronologie, Kulturgeschichte der Mensch-Tier-Beziehungen, Tod und Totenkulte, Religion in der Moderne, Geschichte der Rituale, Ästhetik des Monströsen, Science und Fiction. Weiterhin verfasst er regelmäßig Essays und Rezensionen für die Neue Zürcher Zeitung, Die Zeit und andere Printmedien. Er arbeitet mit dem Österreichischen Kulturforum in Berlin zusammen.

## Leben
Thomas Macho (zeitweilig Thomas Hartmann und Thomas H. Macho)  wurde 1976 zum Thema Zur Dialektik des musikalischen Kunstwerks an der Universität Wien promoviert. Er habilitierte sich 1983 mit der Schrift Von den Metaphern des Todes. Eine Phänomenologie der Grenzerfahrung an der Universität Klagenfurt für das Fach Philosophie.
Von 1993 bis 2016 war Macho Professor für Kulturgeschichte an der Humboldt-Universität zu Berlin, wo er das interdisziplinäre Hermann von Helmholtz-Zentrum für Kulturtechnik mitgründete. Er war 2008 bis 2009 Senior Fellow am Internationalen Kolleg für Kulturtechnikforschung und Medienphilosophie (IKKM) in Weimar und von 2008 bis 2017 konzeptueller Berater am Zentrum für Literatur- und Kulturforschung Berlin (ZfL). Seit 2009 ist er Mitglied des wissenschaftlichen Beirats des Internationalen Kollegs Morphomata – Genese, Dynamik und Medialität kultureller Figurationen an der Universität Köln, seit 2010 Mitglied der Europäischen Akademie der Wissenschaften und Künste, seit 2012 Vorsitzender des Wissenschaftlichen Beirats des »Minerva Center for Interdisciplinary Study of End of Life« an der Universität Tel Aviv und Principal Investigator in den Basisprojekten „Analogspeicher“ und „Piktogramme“ im Rahmen des Exzellenz-Clusters „Bild Wissen Gestaltung. Ein interdisziplinäres Labor“ der Humboldt-Universität zu Berlin.
Seit dem 1. März 2016 ist Macho Direktor des Internationalen Forschungszentrum Kulturwissenschaften (IFK) in Wien. Gemeinsam mit Mathias Greffrath und Elisabeth von Thadden Mitglied der Jury für den Günther Anders-Preis für kritisches Denken, den die Internationale Günther Anders-Gesellschaft erstmals 2018 verliehen hat. Im Juni 2023 wurde bekanntgegeben, dass er mit 1. Oktober 2023 seine Funktion als Direktor des IFK zurücklegt. Seither hat Karin Harrasser die Direktion des IFK inne.
2023 wählte ihn die Deutsche Akademie für Sprache und Dichtung als neues Mitglied.
Zuletzt publizierte Macho mit Das Leben nehmen. Suizid in der Moderne (2017) eine kulturhistorische Studie über den Suizid,  und Warum wir Tiere essen (2022).

## Auszeichnungen
- 2001: Preis der Aby-Warburg-Stiftung
- 2019: Sigmund-Freud-Preis für wissenschaftliche Prosa[8]
- 2020: Österreichischer Staatspreis für Kulturpublizistik

## Veröffentlichungen (Auswahl)
Autor:
- Warum wir Tiere essen, Molden/Styria, Wien 2022, ISBN 978-3-222-15088-3.
- Das Leben nehmen. Suizid in der Moderne. Suhrkamp, Berlin 2017, ISBN 978-3-518-42598-5.
- Vorbilder. Fink, München 2011, ISBN 978-3-7705-5030-2.[9]
- Das Leben ist ungerecht. Unruhe bewahren. Residenz, Wien 2010, ISBN 978-3-7017-1555-8.
- Das zeremonielle Tier. Rituale – Feste – Zeiten zwischen den Zeiten. (= Bibliothek der Unruhe und des Bewahrens, Band 9). Styria-Pichler, Wien/ Graz/ Köln 2004, ISBN 3-222-13161-9.
- Todesmetaphern. Zur Logik der Grenzerfahrung. Suhrkamp, Frankfurt am Main 1987, ISBN 3-518-11419-0.
- Bombenmetaphern. Eine Einführung in die Nuklearmetaphysik. In: Almanach 85/88. Karin Kramer, Berlin 1985, ISBN 3-87956-178-8, S. 21–42.

Herausgeber:
- mit Christian Kassung: Kulturtechniken der Synchronisation. Wilhelm Fink, München 2013, ISBN 978-3-7705-4808-8.
- mit Gisela Staupe und Sigrid Walther: Was ist schön? Begleitbuch zu Ausstellung im Deutschen Hygiene-Museum Dresden 27. März 2010 – 2. Januar 2011. Wallstein, Göttingen 2010, ISBN 978-3-8353-0642-4.
- mit Karin Harrasser und Burkhardt Wolf: Folter. Politik und Technik des Schmerzes. Fink, München 2007, ISBN 978-3-7705-4415-8.
- mit Kristin Marek: Die neue Sichtbarkeit des Todes. Fink, München 2007, ISBN 978-3-7705-4414-1.
- mit Stiftung Neuhardenberg: Arme Schweine. Eine Kulturgeschichte. Nicolai, Berlin 2006, ISBN 3-89479-343-0.
- mit Annette Wunschel: Science & Fiction. Über Gedankenexperimente in Wissenschaft, Philosophie und Literatur. Fischer, Frankfurt am Main 2004, ISBN 3-596-15838-9.
- mit Hartmut Böhme, Franz-Theo Gottwald, Christian Holtorf, Ludger Schwarte und Christoph Wulf: Tiere. Eine andere Anthropologie. (Schriften des Deutschen Hygiene-Museums Dresden. Band 3). Böhlau, Köln/ Weimar/ Wien 2004, ISBN 3-412-16003-2.
- mit Friedrich Kittler und Sigrid Weigel: Zwischen Rauschen und Offenbarung. Zur Kultur- und Mediengeschichte der Stimme. Akademie, Berlin 2002, ISBN 3-05-003571-4.
- Moderne Gnosis? Zum Einfluss Simone Weils auf Jacob und Susan Taubes. In: Richard Faber, Eveline Goodman-Thau, Thomas Macho (Hrsg.): Abendländische Eschatologie ad Jacob Taubes. Königshausen & Neumann, Würzburg 2001, ISBN 3-8260-2123-1, S. 545–560.
- Sartre. Ausgewählt und vorgestellt von Thomas H. Macho. Diederichs, München 1995, ISBN 3-424-01273-4.
- mit Peter Sloterdijk: Weltrevolution der Seele. Ein Lese- und Arbeitsbuch der Gnosis von der Spätantike bis zur Gegenwart. Artemis, Zürich/ München 1991, ISBN 3-7608-1090-X.